# Hahnia upembaensis
Hahnia upembaensis là một loài nhện trong họ Hahniidae.
Loài này thuộc chi Hahnia. Hahnia upembaensis được Robert Bosmans miêu tả năm 1986.